# 電信方程式
電信方程式（でんしんほうていしき、英: telegraphic equation）とは、波動や信号の伝播を記述する2階の線形偏微分方程式のこと。分布定数回路における電流や電圧の分布、導体中の電磁場の伝播、減衰のある弦の振動などの現象を記述する。

## 定義と性質
空間変数x と時間変数t と実数値関数u (x, t )に対し、
{\displaystyle {\frac {\partial ^{2}u}{\partial t^{2}}}-{\frac {\partial ^{2}u}{\partial x^{2}}}+\gamma u=0}
で与えられる双曲型の2階偏微分方程式を電信方程式という。特にγ=0である場合は、通常の波動方程式に相当する。
より一般的にn次元の空間変数x=(x1,…,xn) と時間変数t の実数値関数u (x, t )に対し、
{\displaystyle {\frac {\partial ^{2}u}{\partial t^{2}}}-\nabla ^{2}u+\gamma u=0}
で与えられる偏微分方程式も電信方程式という。但し、∇2はn次元におけるラプラス作用素
{\displaystyle \nabla ^{2}={\frac {\partial ^{2}}{\partial x_{1}^{\,2}}}+{\frac {\partial ^{2}}{\partial x_{2}^{\,2}}}+\cdots +{\frac {\partial ^{2}}{\partial x_{n}^{\,2}}}}
である。
標準形
電信方程式は、時間t についての一階の導関数や物理的な係数を含んだ形で、
{\displaystyle \left[{\frac {1}{c^{2}}}{\frac {\partial ^{2}}{\partial t^{2}}}-\nabla ^{2}+{\frac {1}{\kappa ^{2}}}{\frac {\partial }{\partial t}}+\mu ^{2}\right]u({\boldsymbol {x}},t)=0}
という形式で表現される場合が多い。このような場合でも
{\displaystyle \chi ({\boldsymbol {x}},t)=e^{{\frac {c^{2}}{2\kappa ^{2}}}t}\cdot u({\boldsymbol {x}},t),\quad s=ct,\quad \gamma =\mu ^{2}-{\frac {c^{2}}{4\kappa ^{2}}}}
という変換にて、
{\displaystyle {\frac {\partial ^{2}\chi }{\partial s^{2}}}-\nabla ^{2}\chi +\gamma \chi =0}
となり、上記の形式に帰着される。

## 電信方程式に従う物理現象

### 分布定数回路における電圧、電流分布
伝送線路などの分布定数回路において、位置x、時刻t における電圧をV(x, t )、電流をI(x, t )とすると以下を満たす。
{\displaystyle C{\frac {\partial V}{\partial t}}+GV+{\frac {\partial I}{\partial x}}=0}
{\displaystyle L{\frac {\partial I}{\partial t}}+RI+{\frac {\partial V}{\partial x}}=0}
ここで、L は伝送線路のインダクタンス、R は伝送線路の抵抗、C は伝送線路の容量、G は伝送線路の漏洩コンダクタンスである。狭義の意味では、電信方程式は分布定数回路における、この連立微分方程式そのものを指すことが多い。
上式から互いの変数を消去すれば、
{\displaystyle LC{\frac {\partial ^{2}V}{\partial t^{2}}}+(LG+RC){\frac {\partial V}{\partial t}}-{\frac {\partial ^{2}V}{\partial x^{2}}}+RGV=0}
{\displaystyle LC{\frac {\partial ^{2}I}{\partial t^{2}}}+(LG+RC){\frac {\partial I}{\partial t}}-{\frac {\partial ^{2}I}{\partial x^{2}}}+RGI=0}
を得る。

### 導体中の電磁場
電気伝導率σ、誘電率ε、透磁率μの導体中において、電場E(x,t )と磁場H(x,t )は、次の形の電信方程式を満たす。
{\displaystyle \mu \varepsilon {\frac {\partial ^{2}\mathbf {E} }{\partial t^{2}}}-\nabla ^{2}\mathbf {E} +\mu \sigma {\frac {\partial \mathbf {E} }{\partial t}}=0}
{\displaystyle \mu \varepsilon {\frac {\partial ^{2}\mathbf {H} }{\partial t^{2}}}-\nabla ^{2}\mathbf {H} +\mu \sigma {\frac {\partial \mathbf {H} }{\partial t}}=0}

### 減衰のある弦の振動
減衰ある弦の振動において、位置x と時刻t における弦の変位をu (x, t )とすると、u (x, t )は
{\displaystyle \rho {\frac {\partial ^{2}u}{\partial x^{2}}}-T{\frac {\partial ^{2}u}{\partial t^{2}}}+\rho \kappa {\frac {\partial u}{\partial t}}=0\,}
で与えられる電信方程式を満たす。ここで、T は張力、ρは弦の線密度、κは減衰の効果を表す比例係数である。

### クライン-ゴルドン方程式
場の量子論において、クライン-ゴルドン場φ(x,t )の満たすクライン-ゴルドン方程式は、電信方程式と等価である以下の形で与えられる。
{\displaystyle \left[{\frac {1}{c^{2}}}{\frac {\partial ^{2}}{\partial t^{2}}}-\nabla ^{2}+{\biggl (}{\frac {mc}{\hbar }}{\biggr )}^{2}\right]\phi (\mathbf {x} ,t)=0}
ここでc は光速度、m はクライン-ゴルドン場の粒子の質量である。